# Museu Histórico Farroupilha
O Museu Histórico Farroupilha é um museu brasileiro, localizado na cidade de Piratini, no Rio Grande do Sul.
Foi criado em 11 de fevereiro de 1953, durante o governo de Ernesto Dornelles. A escolha da cidade de Piratini para sediar o museu decorre do fato de o município concentrar o maior conjunto arquitetônico tombado pelo Patrimônio Histórico, em âmbito estadual e nacional.
Em seu acervo encontra-se um conjunto de peças de diferentes épocas e de diversos temas: objetos pessoais de Bento Gonçalves e sua família, como o livro de orações de sua esposa, Caetana, onde eram guardados documentos da revolução; o termo de posse e condecorações do líder; telas sobre a Guerra dos Farrapos, como um imenso painel em óleo sobre tela que retrata a fuga de Anita Garibaldi; mobiliários do século XIX; moedas do período colonial até os nossos dias; objetos do cotidiano, como máquinas de costura, xícaras, talheres, palmatórias; a urna que elegeu Bento Gonçalves como presidente; fardas da Guarda Nacional; lenços farroupilhas; armas brancas; vestuários e imagens sacras, entre outros. Fica localizado no número 77 da Rua Coronel Manoel Pedroso.

## História
A Revolução Farroupilha foi a maior das rebeliões na história brasileira que ocorreu entre 1835-1845 no governo regencial de grande miséria e centralidade política nacional. A ideia primordial do movimento foi de separar a província do Rio Grande do Sul do Império brasileiro, porém, diante da repressão governamental, foi extinguida.